# Uppsalasamlingen
Uppsalasamlingen är en samling av artefakter, som överlämnats för handhavande till Etnografiska museet i Stockholm av Geografiska institutionen vid Uppsala universitet 1969. Äganderätten kvarligger dock hos universitetet.
Den innehåller drygt 600 föremål från olika delar av världen, vilka samlats in i början av 1900-talet. De har hemförts av bland andra Robert Fries 1902, Erland Nordenskiöld 1909, Axel Klinckowström 1913, Carl Bovallius, missionären Theodor Hamberg  från Kina i mitten av 1800-talet och botanikern Karl Afzelius (1887–1971) under den svenska Madagaskarexpeditionen 1912–13